# 赫冀成
赫冀成（1943年—），男，满族，赫舍里氏，辽宁瓦房店人，中华人民共和国政治人物，中国共产党党员，曾任东北大学校长、第十、十一届全国人民代表大会辽宁地区代表。

## 生平
毕业于日本名古屋大学铁钢工学科。2008年，担任全国人大民族委员会委员。